# Reprezentacja Wspólnoty Niepodległych Państw w skokach narciarskich
Reprezentacja Wspólnoty Niepodległych Państw w skokach narciarskich – grupa zawodników reprezentujących w sezonie 1991/1992 kraje stowarzyszone w ramach Wspólnoty Niepodległych Państw, a wcześniej będące częściami Związku Socjalistycznych Republik Radzieckich. Reprezentacja WNP była więc kontynuacją reprezentacji ZSRR.
Podstawowymi reprezentantami WNP byli: Rosjanie Michaił Jesin, Igor Kułakow i Andriej Zadrjazjskij oraz Kazachowie Dionis Wodniew i Andriej Wierwiejkin. Michaił Jesin, Igor Kułakow i Dionis Wodniew występowali w sezonie 1991/1992 w Pucharze Świata. Punkty PŚ zdobyli Dionis Wodniew (36. miejsce z dorobkiem 18 punktów) i Michaił Jesin (44. miejsce z dorobkiem 8 punktów). Najlepszy występ w konkursie zanotował Dionis Wodniew, który 4 marca 1992 na skoczni normalnej w szwedzkim mieście Örnsköldsvik zajął 5. miejsce. 28 marca 1992 w Planicy reprezentacja WNP wzięła udział w rywalizacji drużynowej, zajmując 12. miejsce (wyprzedzając jedynie reprezentację Polski). W klasyfikacji Pucharu Narodów WNP z dorobkiem 26 punktów uplasowała się na 13. pozycji.
Po sezonie 1991/1992 reprezentacja WNP przestała istnieć, a zastąpiły ją reprezentacje innych krajów (na miejscu kadry WNP powstały: reprezentacja Rosji, reprezentacja Kazachstanu, reprezentacja Ukrainy, reprezentacja Białorusi, reprezentacja Estonii czy reprezentacja Gruzji).